# گور بدون نام
گور بدون نام مربوط به دوره هخامنشی - دوره اشکانیان است و در شهرستان کوهرنگ، بخش مرکزی، دهستان شوراب تنگزی، ۲/۲ کیلومتری جنوب روستای دهنوی بالا واقع شده و این اثر در تاریخ ۲۷ اسفند ۱۳۸۷ با شمارهٔ ثبت ۲۶۲۹۳ به‌عنوان یکی از آثار ملی ایران به ثبت رسیده‌است.